# Empis zaslavskii
Empis zaslavskii är en tvåvingeart som beskrevs av Shamsev 2001. Empis zaslavskii ingår i släktet Empis och familjen dansflugor. Inga underarter finns listade i Catalogue of Life.